# (11317) Hitoshi
(11317) Hitoshi est un astéroïde de la ceinture principale.

## Description
(11317) Hitoshi est un astéroïde de la ceinture principale. Il fut découvert le 10 octobre 1994 à Kitt Peak par le projet Spacewatch. Il présente une orbite caractérisée par un demi-grand axe de 3,16 UA, une excentricité de 0,19 et une inclinaison de 0,8° par rapport à l'écliptique.

## Compléments